# Pfalz D.III
Il Pfalz D.III fu un biplano da caccia utilizzato nella prima guerra mondiale dalla Germania imperiale dall'autunno del 1917 fino alla fine del conflitto. Fu il progetto originale più importante realizzato dalla Pfalz-Flugzeugwerke GmbH.

## Storia del progetto

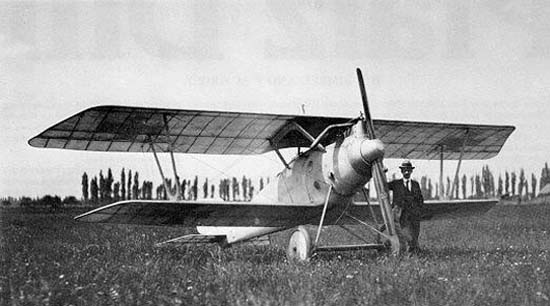
Prototipo del D.III nel 1917.

Prima dello scoppio della Grande Guerra, la Pfalz acquistò una licenza dalla francese Morane-Saulnier per produrre il monoplano Type L per il mercato tedesco, il quale, a conflitto iniziato, entrò in servizio con la designazione Idflieg Pfalz A.I evolvendosi fino ai Typ-E armati.
Nel settembre 1916 l'azienda iniziò la produzione su licenza dei primi 20 esemplari del caccia LFG Roland D.I e di 200 modelli del suo successivo sviluppo LFG Roland D.II.
Nel novembre del 1916 la Pfalz assunse Rudolph Gehringer, il quale precedentemente lavorava per la Flugzeugbau Friedrichshafen, con la qualifica di capo ingegnere. Gehringer immediatamente iniziò la progettazione di un caccia completamente nuovo ed originale dalla quale nacque il D.III nell'aprile del 1917. Come i mezzi della Roland, anche il D.III utilizzava una fusoliera monoscocca in compensato, realizzata con una impiallacciatura a spirale di due "strisce" di compensato avvolte su metà struttura della fusoliera. Le due "semi fusoliere" venivano poi incollate insieme e ricoperte di tessuto. Questo metodo garantiva maggiore resistenza, minore pesantezza e un ottimo livello di malleabilità, ma era anche molto più costoso e richiedeva una continua manutenzione. Inoltre, con il passare del tempo, la fusoliera subiva delle deformazioni e torsioni dovute all'utilizzo di legno non perfettamente stagionato o non resistente all'umidità.
Le ali erano costruite in maniera convenzionale, con il radiatore ospitato sulla superiore, mentre gli alettoni erano in legno e non in acciaio tubolare come generalmente avveniva negli altri mezzi. Il timone di coda possedeva una particolare sezione invertita che permetteva facili manovre di recupero in volo e consentiva l'utilizzo di un elevatore non bilanciato.
I prototipi furono giudicati molto promettenti, tanto che la Pfalz interruppe la produzione del Roland D.III per passare a quella del suo Pfalz D.III, producendo 70 mezzi. Dopo dei test eseguiti nel maggio dello stesso anno a Adlershof furono apportate modifiche al timone e agli alettoni e la Pfalz ricevette un secondo ordine di 300 esemplari.

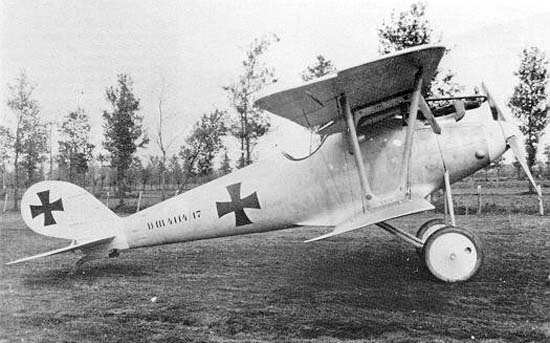
Pfalz D.III (seriale: 4114/17).

Le prime consegne avvennero nel mese di Agosto 1917 e furono equipaggiati per prima le squadriglie Jasta 10 e Jasta 4. Generalmente il Pfalz D.III fu considerato migliore rispetto ai Roland ma inferiore all'Albatros D.III e al D.V. I piloti tedeschi generalmente attribuivano al mezzo eccessiva pesantezza dei controlli, poca velocità e potenza specialmente paragonato ai velivoli Albatros. Inoltre l'aereo tendeva ad andare in stallo e spesso precipitava nelle manovre a bassissima quota. Tant'è che i piloti alleati non temevano più di tanto il Pfalz D.III.
Il punto forza del mezzo era, in realtà, la sua robustezza. Gli aerei Albatros avevano un problema di cedimento al longherone dell'ala inferiore, mentre le ali del Pfalz erano estremamente resistenti, tanto da permettere attacchi in picchiata da altezze notevoli. Questa tattica fu in effetti utilizzata per abbattere i palloni d'osservazione, i quali erano pesantemente difesi da postazioni antiaeree.

### D.IIIa

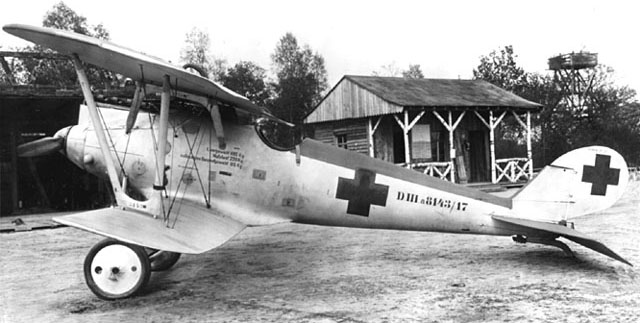
Pfalz D.IIIa (seriale: 8413/17).

Un difetto molto importante, derivato dai mezzi Roland, riguardava l'armamento, il quale era completamente rinchiuso nella fusoliera e per tanto i piloti non potevano sbloccare le armi in caso di inceppamento. La Pfalz produsse allora una nuova versione del velivolo, chiamato D.IIIa, il quale aveva le armi spostate sul ponte superiore. Inoltre montava un motore Mercedes più potente.
Furono costruiti circa 206 D.III e 750 D.IIIa; la maggior parte consegnati alle Jasta bavaresi. Fino al Giugno 1918 erano in servizio ancora 430 D.IIIa, ma già nell'Agosto dello stesso anno erano stati ridotti a 166 esemplari. Il resto fu poi ritirato.

## Utilizzatori
Germania
- Luftstreitkräfte